# Lottomat
Lottomat – terminal systemu informatycznego Totalizatora Sportowego, używany przede wszystkim w grach liczbowych prowadzonych przez Totalizator Sportowy. Główne funkcje lottomatu to odczyt blankietów służących do zawierania zakładów gier liczbowych i kontrola ich prawidłowego wypełnienia, pobranie z systemu pseudolosowych kombinacji liczb (w metodzie "chybił trafił"), wydruk kuponu stanowiącego dowód zawarcia zakładu, odczyt danych z kuponów w celu sprawdzenia wygranych i wydruk kwitów wypłaty. Oprócz tego lottomaty udostępniają funkcje diagnostyczne (np. test drukarki, informacje o stanie łączności), rozliczeniowe (np. raporty dzienne) i informacyjne (np. komunikaty o aktualnej wielkości puli na wygrane I stopnia). Do lottomatów można także przyłączyć dodatkowe urządzenia, np. czytniki kodów paskowych.
Dostęp przez lottomat do systemu zawierania zakładów wymaga podania identyfikatora oraz hasła. Po każdym zalogowaniu do systemu lottomat drukuje tzw. kwit otwarcia, będący jednym z elementów wykorzystywanych przy sprawdzaniu autentyczności kuponu, na którym stwierdzono wyższą wygraną.
Lottomaty znajdujące się w kolekturach umożliwiają wypłaty wygranych do 2280 złotych na jeden kupon. Wypłata wyższych wygranych odbywa się w oddziałach Totalizatora Sportowego za pomocą tzw. terminala uprzywilejowanego. Jest to zwykły lottomat, któremu jednak w systemie przypisano szczególne uprawnienia. Terminal uprzywilejowany umożliwia wypłaty wszelkich wygranych bez ograniczenia wysokości, a także wgląd w pracę innych terminali – np. sprawdzanie wysokości utargu.
Lottomaty połączone są z komputerami centrali przez łącze satelitarne i sieć stacji radiowych.
Lottomaty zostały wprowadzone w kolekturach Totalizatora Sportowego stopniowo w okresie od września 1991 do stycznia 1995 i całkowicie zastąpiły wcześniej stosowany system papierowych kuponów z naklejanymi banderolami, sprawdzanych za pomocą ręcznie wycinanych szablonów. System ten od czasu rozpoczęcia instalowania lottomatów był nazywany "systemem off-line", w przeciwstawieniu do nowego systemu informatycznego, zwanego "systemem on-line".
W 2007 roku Totalizator Sportowy wprowadził w  niektórych kolekturach nowoczesne lottomaty  z ekranem dotykowym.
Od 1 grudnia 2011 roku łączność lottomatów z systemem centralnym zapewnia sieć komórkowa - przede wszystkim firmy Polkomtel (Plus GSM). Również wszystkie lottomaty zostały przed 1 grudnia 2011 wymienione na nowsze modele, udostępniające więcej funkcji, zwłaszcza multimedialnych.